# HAL 軽戦闘ヘリコプター
HAL 軽戦闘ヘリコプター
HAL 軽戦闘ヘリコプター
- 用途：対地・対戦車攻撃
- 分類：攻撃ヘリコプター
- 製造者：ヒンドスタン航空機
- 運用者： インド（インド空軍/陸軍）
- 初飛行：2010年3月29日
- 生産数：4機
- 運用状況：現役

HAL 軽戦闘ヘリコプター（ハル けいせんとうヘリコプター、HAL Light Combat Helicopter）は、インドのヒンドスタン航空機が製造する軍用の攻撃ヘリコプター。双発で空軍と陸軍に配備される。2006年に開発に着手され2010年3月29日に初飛行した。

## 概要
ドゥルーブの機構を流用しており、インド特有の高温の高山地帯での運用を主眼においた仕様になっている。2017年までは試験飛行が実施され、順次改良が施される予定。
LCHの初期の照準装置はFLIRポッドで地上や空中の標的を捕捉する。情報は操縦士のヘルメットに表示される。LCHの主要な武装は20mm機銃で携行弾数は800発で有効射程は2,500 ft (0.76 km)で同様に4箇所のハードポイントに無誘導ロケット弾や誘導対装甲ミサイルを装備できる。さらに2基のミストラル空対空ミサイルやLAHATやHelina対戦車ミサイルを装備できる。
2020年5月、プロトタイプ2機が中国との係争地域付近に配備された。
2020年に配備開始、2021年以降量産する予定とされていた。2025年3月28日、インド国防省はHALに対して156機のLCHを発注した。内訳は陸軍向け90機と空軍向け66機で、2028年から5年かけて納入予定とされる。

## 採用国（軍用）
- インド - 2024年時点で、インド空軍が4機を保有[5]。

## 諸元
- 乗員：2名
- 全長：15.8 m
- メインローター直径：13.30 m
- 全高：4.70 m
- 最大離陸重量：5,800 kg
- エンジン：チュルボメカHAL/チュルボメカ シャクティ(1,000 kW) ターボシャフト × 2
- 最大速度：280 km/h（海面高度）
- 航続距離：700 km
- 実用上昇限度：6,500 m

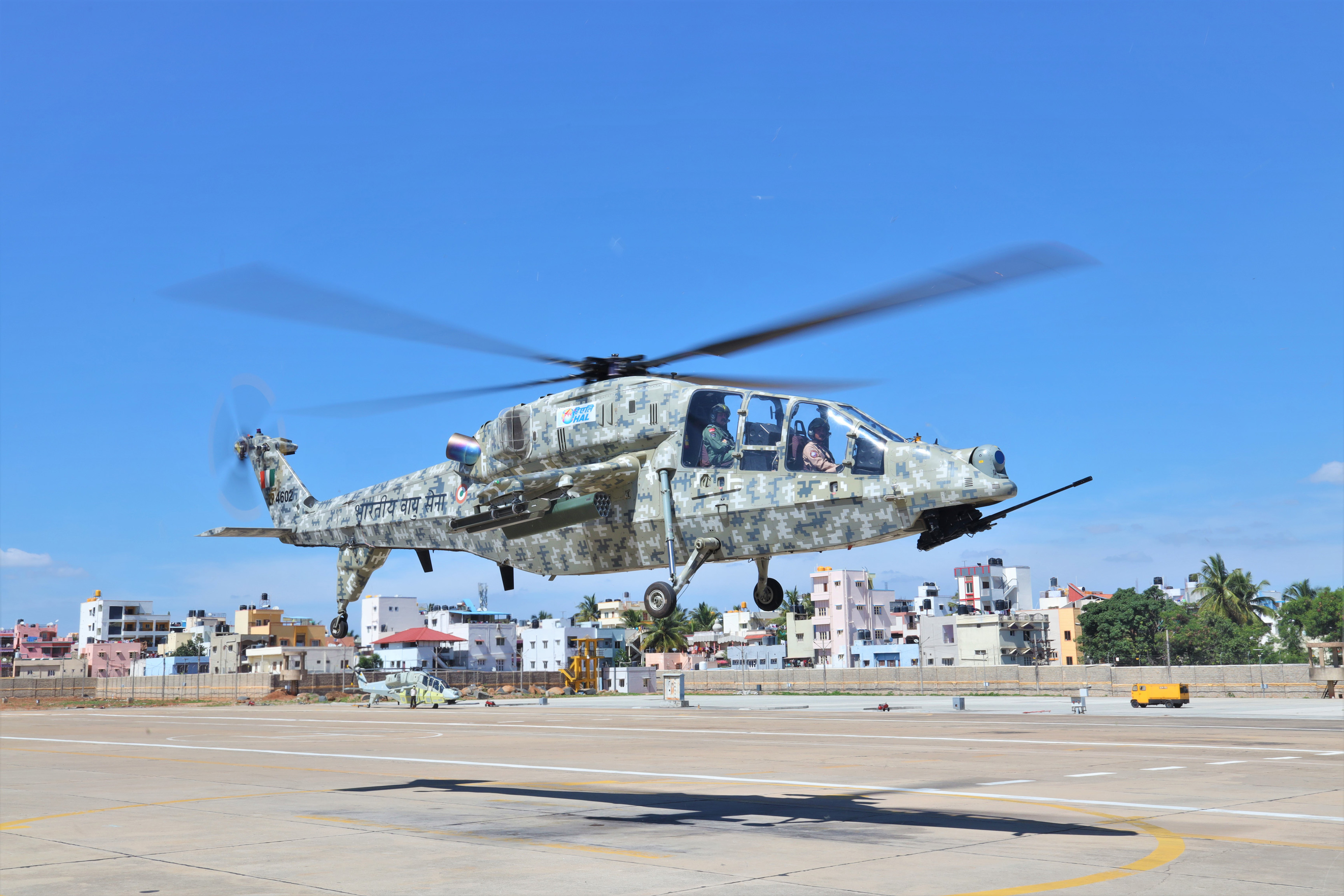
迷彩のLCH
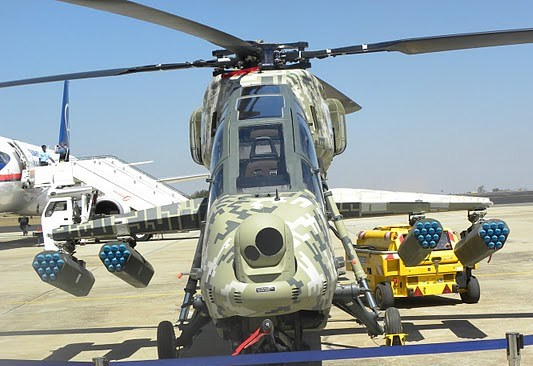
前方から見たLCH
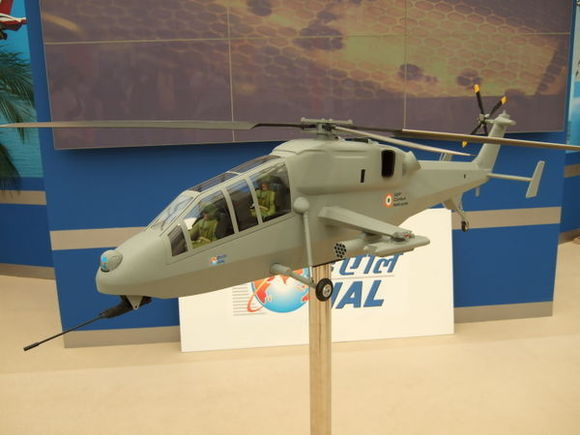
LCHの模型
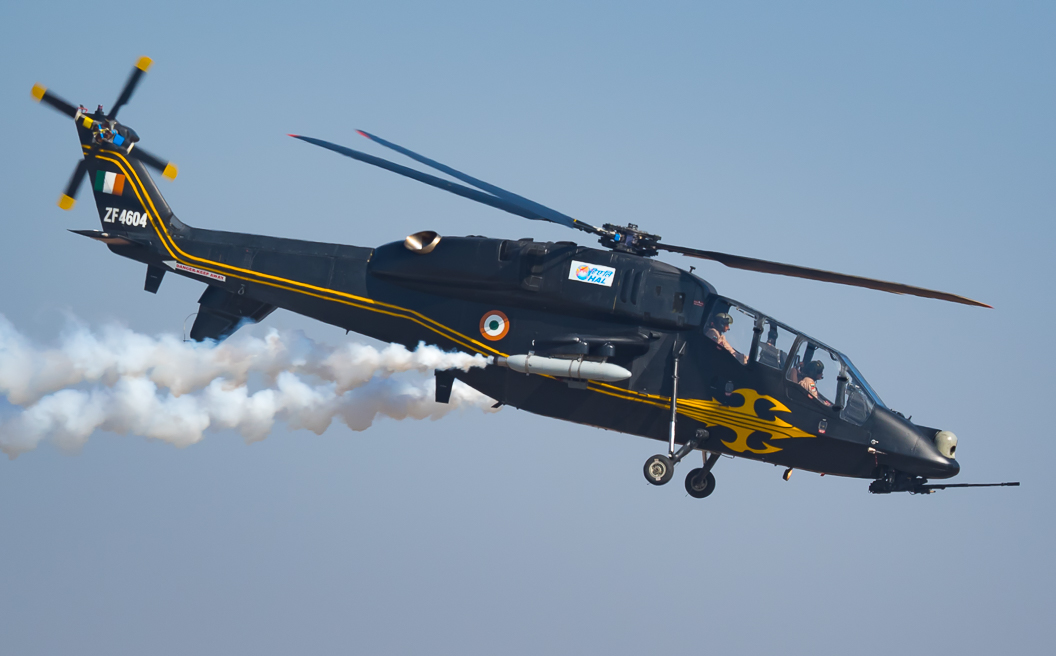
飛行するLCH